# Глухий кут (оповідання)
«Глухий кут» (англ. Blind Alley) — науково-фантастичне оповідання американського письменника Айзека Азімова, вперше вийшло друком у березні 1945 рокув часописі «Analog Science Fiction and Fact». Згодом виходила у складі збірки «Ранній Азімов» (1972). Відноситься до серії про Галактичну імперію — цикл творів про Фундацію.

## Сюжет та стислий зміст оповідання
Існує Галактична імперія, центром якої є планета Трентор. Оповідання є єдиним із серії про Фундацію у Айзека Азімова, де описується представник позаземного життя. В творі використовується форма кореспондентського допису із великою кількістю бюрократичної термінології — Азімов її не придумував, а перебрав із формулярів ВМС США, де свого часу служив. Після виходу друком оповідання Лайон Спрег де Кемп повідомив Азімова про помилку в формулярі прихідної кореспонденції.
Оповідання є першим у Азімова, яке вийшло в якійсь науково-фантастичній антології («The Best of Science Fiction»), 1946, антологіст Ґрофф Конклін (Groff Conklin), пізніше перевидане 1963 року, 1972-го — у збірці «The Early Asimov», 1989-го — «The Asimov Chronicles», 1992 — «The Complete Stories». Конклін включав оповідання до антологій «Great Stories of Space Travel», 1963 та «The Golden Age of Science Fiction», 1980. Також друкувалося в публікаціях «Isaac Asimov Presents The Great SF Stories 7», 1982 та «Intergalactic Empires», 1983.
Дія твору відбувається на планеті Цефей-18, куди людьми було переселено до 5000 представників негуманоїдної раси з їхньої планети, котра помирає. Цефей-18 слугує велетенською резервацією для цієї раси та лабораторією для даного суспільства, в якому є багато цікавих рис, що приваблюють науковців до їх вивчення. До прикладу, серед негуманоїдів відсутня злочинність, істоти мають високу здатність до регенерації по пораненні, можуть спілкуватися за допомогою телепатії.
Дослідницьким поселенням керує Томор Заммо, котрий негуманоїдів вважає тільки трохи розумнішими за тварин та докладає зусиль для проведення ретельних дослідів, як над тваринами. Однак негуманоїди мають багато прав, які такими дослідженнями були б порушені. Йому опонує прихильник гуманістичного методу новинар Ґустів Баннерд та намагається вирішити проблему з філософського огляду. Новинар переконаний — негуманоїди мають що показати із своєї культури людству, тільки люди мають бути достатньо терплячими. В середині протистояння цих поглядів опиняється доглядач Цефея-18 Лоодун Антіох, якого і Баннерд, і Заммо вважають за некомпетентного бюрократа, оскільки той не ризикує розв'язати конфронтацію.
Одного дня сходяться Антіох і Баннерд при розмові з науковцем-негуманоїдом. При розмові з'ясовується, що людську владу непокоїть, чому у цієї раси не народжуються діти. Науковець пояснює Антіоху становище негуманоїдів — люди врятували їх від неминучої загибелі, однак рівночасно поставили в тупик. При переселенні на нову планету у раси зник фактор боротьби за виживання, вони мають всі фізіологічні можливості для спокійного життя, яке, однак, не є вільним.
Проте насправді Антіох зовсім не є нездалим урядовцем. Навпаки, це є досить компетентна особа, що він згодом і доведе, здійснивши майже неможливе в рамках діючих правил і нормативів. Він придумує план для відвернення зникнення негуманоїдів, який оснований на їх можливості телепатично з'ясувати його наміри та використати ці знання. Оскільки проекту з дослідження негуманоїдів людською владою було надано високий пріоритет, Антіох організовує переселення їх на іншу планету. На великій кількості космічних кораблів усіх негуманоїдів переселяють на планету в галактиці Магелланових Хмар. І тільки після закінчення операції всі, хто брав у ній участь, усвідомлюють, як блискуче її здійснив Антіох. Сам же адміністратор прикритий бюрократичними процедурами, на всі дії існує документація, як позбавляє Антіоха будь-якої відповідальності.